# Alstom
Alstom est une multinationale française, spécialisée dans le secteur des transports, principalement ferroviaires (trains, tramways et métros), milieu dont elle est deuxième mondiale devant l'Allemand Siemens depuis le rachat de son concurrent canadien Bombardier en 2021 et derrière CRRC Corporation Limited.
Alstom faisait partie du groupe Alcatel-Alsthom, nouveau nom de la Compagnie générale d'électricité (CGE), avant la mise en commun de ses activités avec une partie du groupe britannique General Electric Company (GEC) prenant le nom de GEC-Alsthom. Elle est ensuite introduite en bourse en tant que société autonome.
À l'origine Als-Thom, contraction d'« Alsace » et de « Thomson », devenu Alsthom, était le résultat de la fusion, réalisée en septembre 1928, d'une partie de la Société alsacienne de constructions mécaniques (SACM) basée à Mulhouse puis à Belfort, spécialiste de la construction de locomotives, et de la Compagnie française pour l'exploitation des procédés Thomson-Houston (CFTH), société franco-américaine spécialiste des équipements de traction électrique ferroviaire et de la construction électromécanique. Elle devient Alsthom en 1932, puis Alsthom Atlantique en 1976, puis GEC-Alsthom en 1989 et Alstom depuis 1998.
Entre 2014 et 2018, General Electric rachète les activités « Énergie » d’Alstom, c'est-à-dire Alstom Power et Alstom Grid, notamment le site de Belfort. Dans le cadre de ce rachat, les activités de signalisation ferroviaire de General Electric « GE Signalling » sont reprises par Alstom.
Le 29 janvier 2021, Alstom finalise le rachat et l'absorption de son concurrent canadien Bombardier Transport. Cette acquisition donne naissance à un géant industriel, numéro deux mondial du ferroviaire.

## Historique

### Création et développement
André Koechlin ouvre un atelier de construction de locomotives à Mulhouse en 1839. Les affaires se développent vite et André Koechlin & Cie fusionne avec les ateliers de Graffenstaden pour créer la Société alsacienne de constructions mécaniques (SACM). L'annexion de l'Alsace-Moselle par l'Allemagne, en 1871, entraîne la création de la nouvelle usine SACM à Belfort dans les années 1878-79, pour conserver les clients français sans droits de douane.
En 1879-1880 aux États-Unis, Elihu Thomson et Edwin J. Houston s'associent pour créer une société d’électricité, la Thomson-Houston Electric Company, spécialisée dans la construction de machines magnéto-électriques : dynamos et moteurs à courant continu dans un premier temps, puis alternateurs et moteurs à courants alternatifs monophasés, diphasés et triphasés par la suite. Ils adoptèrent les courants alternatifs rapidement comme standard six mois avant même que Thomas Edison ouvrît sa première centrale électrique à courant continu à New York.
En 1893, la traction électrique ferroviaire commence à prendre un certain essor. La Compagnie française pour l'exploitation des procédés Thomson-Houston (CFTH) est créée en s’associant à l'américain General Electric. En 1895, trois premiers brevets sont déposés par la nouvelle société. Plus d'une trentaine d'autres brevets seront déposés par la suite par cette société sur une vingtaine d'années.
En 1904-1905, la CFTH rachète les établissements Postel-Vinay, une entreprise qui était elle aussi spécialisée dans la construction de moteurs électriques et de dynamos.
En 1925, la société Vetra, un constructeur de trolleybus, est créée.

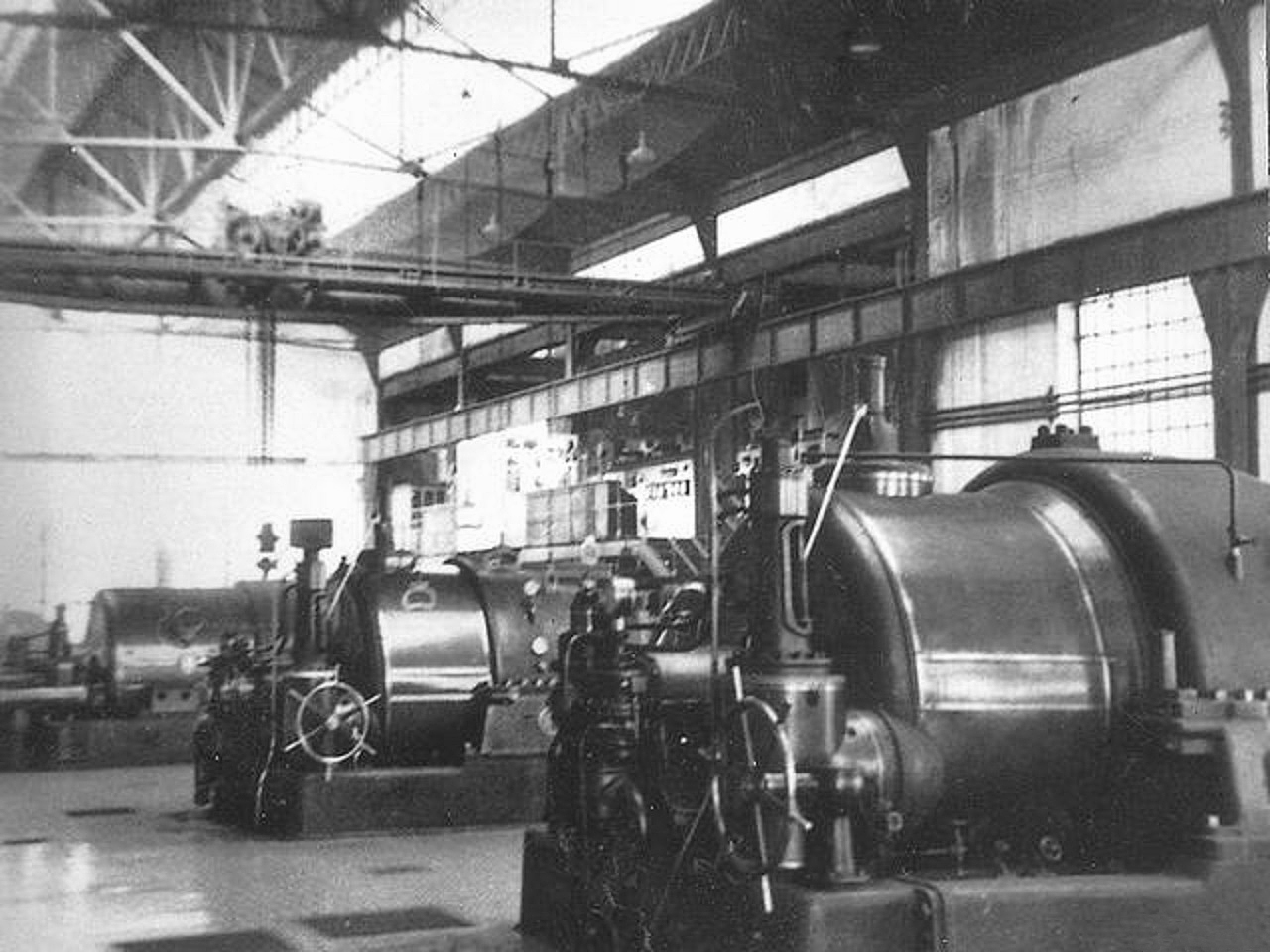
Les générateurs électriques d'Alstom (SACM) dans la centrale thermique de Ronchamp dans les années 1920.

En 1928, Thomson-Houston fusionne avec une partie de la SACM pour former une nouvelle entreprise. Ce sera Alsthom, contraction d'Alsace-Thomson, société de construction électro-mécanique.
En 1932, l'atelier de constructions de locomotives Constructions électriques de France (CEF) fusionne avec Alsthom. La même année, Alsthom construit pour la Compagnie générale transatlantique les moteurs du Normandie, paquebot transatlantique construit par les Chantiers de Penhoët à Saint-Nazaire. Ces moteurs sont parmi les plus grands jamais construits dans le monde. En 1937, Als-Thom absorbe Vetra.
En 1958, une direction générale arrive à la tête d'Alsthom, dont le siège est situé avenue Kléber à Paris, avec Georges Glasser qui inaugure une nouvelle ère et de nouvelles méthodes de direction avec des restructurations internes.

### Filiale de la Compagnie générale d'électricité

Arbre généalogique simplifié d'Alstom.

En 1964, la Compagnie générale d'électricité (CGE) et Alsthom créent trois filiales communes se répartissant des fabrications différentes : Alsthom-Savoisienne (transformateurs et machines électriques), Delle-Alsthom (appareillages moyenne tension) et Unelec (appareillages basse tension).
En 1969, la CGE, qui avait absorbé Alcatel en 1966, devient l'actionnaire majoritaire d'Alsthom.
En 1972, Alsthom absorbe Brissonneau et Lotz.
La fusion des Chantiers de l'Atlantique et d'Alsthom donnant naissance au groupe Alsthom-Atlantique intervient en octobre 1976, soit deux mois après le début de l'entrée en négociation.
À partir de 1977, la Compagnie électro-mécanique est progressivement absorbée par Alsthom,,,, qui devient CEM-Alsthom en 1983.
En 1982, la CGE est nationalisée. Le capital est détenu par l'État jusqu'à la privatisation de 1987.
En 1987, Alsthom fait l'acquisition de la division ferroviaire de Jeumont-Schneider comprenant Carel Fouché Industries, MTE et Schneider-Jeumont Rail.
En 1989, Alsthom fusionne avec la branche GEC Power Systems du groupe britannique General Electric Company et devient ainsi, sous le nom de GEC Alsthom, une coentreprise paritaire franco-britannique, filiale commune de GEC et de la CGE. En 1991, la CGE se rebaptise Alcatel Alsthom.
En 1994, la société achète 51 % des actions du constructeur ferroviaire allemand Linke-Hofmann-Busch (de) (LHB), de Salzgitter, à sa société mère Preussag. Puis en 1997, Alsthom acquiert le solde des actions, soit 49 % du capital, et LHB prend le nom d'Alstom LHB.

### Entreprise indépendante
En 1998, les deux maisons mères choisissent de se recentrer sur leurs métiers de base, l'électronique de défense pour GEC (renommée Marconi Plc en 1999) et les télécommunications pour Alcatel Alsthom, et décident de vendre en bourse (à Paris, Londres et New York) la majorité (52 %) du capital de GEC Alsthom, en conservant chacune 24 %. Avant son introduction en Bourse, les deux maisons mères se partagent 8 milliards de francs de bénéfice exceptionnel. Le chiffre d'affaires de GEC Alsthom va frôler les 100 milliards de francs et son effectif dépasser 100 000 personnes. Ce fut la plus grosse opération d'introduction en bourse d'une société européenne, en dehors des privatisations.
La nouvelle société, ainsi indépendante, décide de prendre le nom d'Alstom, sans h, laissant de côté ses origines (le « Thom » dans le nom de 1929 est celui de Thomson). Alcatel Alsthom, quant à elle, se renomme Alcatel. À cette occasion, Alstom reprend à son ancienne maison-mère l'entreprise Cegelec (pour 3,5 milliards de francs, ingénierie et systèmes, effectif de 27 900 personnes),, qui deviendra un an plus tard Alstom Entreprise puis Alstom Contracting.
En 1998, Alsthom achète à la famille De Dietrich plus des deux tiers des actions de De Dietrich Ferroviaire située à Reichshoffen en Alsace, ce qui donne naissance à Alstom DDF.
Au moment où le groupe Alsthom devient Alstom en 1998, il constitue la division Alstom Marine qui regroupait les chantiers de l'Atlantique à Saint-Nazaire et Leroux Naval à Lorient.
En 1999, Alstom crée une coentreprise avec ABB, nommée ABB Alstom Power, dans le domaine des systèmes de production d'énergie, puis en acquiert en 2000 la totalité des parts.
Fin juin 1999, elle vend à General Electric (États-Unis) (GE) la totalité de son activité turbines à gaz pour laquelle elle avait jusque-là des accords de licence (TG 5000 et 6B) ou même de copropriété (TG 9B) avec GE. Cet achat et cette vente sont considérés comme des erreurs stratégiques importantes dans l'histoire d'Alstom.
En juillet 2000, Alstom rachète la société italienne Fiat Ferroviaria, concepteur et constructeur du Pendolino, train pendulaire ETR 450, ETR 460, et ETR 600 des chemins de fer italiens, et à l'origine des rames S220 mises au point par l'entreprise Rautaruukki-Transtech et utilisées en Finlande.
En 2001, Alcatel et Marconi Plc cèdent leurs parts (24 % chacun) dans Alstom.
Affaibli au moment de sa mise en bourse par des fonds propres réduits par un dividende exceptionnel versé à ses précédents actionnaires (Marconi 230 M€, Alcatel 230 M€), puis pénalisé par les difficultés de ses turbines à gaz de grande puissance GT24/26, héritées d'ABB, le groupe connaît une grave crise financière en 2003 peu de temps après le remplacement de son président-directeur général.
La mission de Patrick Kron est de mener à bien le redressement du groupe. À court de trésorerie, le groupe énergétique et ferroviaire est au bord de la faillite.
En 2003, selon Patrick Kron « l'entreprise était exsangue. […] Nous avons dû supprimer la moitié des emplois ».
L'État vient à la rescousse, apporte 730 millions d'euros et prend 21 % du capital. En contrepartie, la Commission européenne exige de lourdes cessions.
Cette crise, aggravée par les difficultés de délivrance des cautions bancaires, est surmontée en moins de deux ans notamment grâce aux deux augmentations de capital successives, l'intervention de l'État (finalement autorisée en 2004 par la Commission européenne), le gouvernement français, impliquant principalement le ministre de l'Économie, des Finances et de l'Industrie de l'époque Francis Mer et la mise en œuvre d'un important programme de cessions.
Les effectifs du groupe vont passer de 115 000 à 60 000 personnes.
Alstom Contracting est racheté en LMBO (leverage management buy-out) par ses dirigeants et ses salariés, avec l'appui de CDC IXIS Private Equity (Caisse des dépôts et consignations) et de Charterhouse Capital Partners et reprendra le nom de Cegelec.

### Concentration de l'industrie d'énergie
Le 9 janvier 2004, Alstom cède à Areva son secteur Transmission et Distribution pour 913 millions d'euros. Fin 2005, Alstom cède à Barclays Private Equity son activité Power Conversion, qui prendra le nom de Converteam en avril 2006.
Le 4 janvier 2006, Alstom décide de se départir de ses chantiers navals, les Chantiers de l'Atlantique et Leroux Naval, au profit du spécialiste norvégien Aker Yards, cette transaction ayant été finalisée le 31 mai 2006. Le plus gros yacht construit par Alstom marine est le Kogo (72 mètres de long — mis à l'eau en 2006) et le plus gros navire de croisière construit fut le Queen Mary 2.
En 2006, l'entreprise redevient bénéficiaire. L'État cède la place à Bouygues en réalisant une plus-value d'1,3 milliard d'euros.
La société commune constituée avec Bouygues dans le domaine hydraulique est opérationnelle depuis novembre 2006. Le 7 juin 2010, Alstom reprend la branche Transmission d'Areva T&D, qui devient Alstom Grid (la branche Distribution d'Areva T&D rejoint alors Schneider Electric).
En 2009, Alstom signe un partenariat stratégique avec Transmashholding (TMH) pour permettre le déploiement de la société sur le marché russe.
En avril 2014, Alstom vend son unité d'échange de chaleur pour 730 millions d'euros au fonds d'investissement allemand Triton.

### Vente de la branche énergie à General Electric
Le 23 avril 2014, alors que Patrick Kron et Jeffrey Immelt, PDG de General Electric, discutent confidentiellement aux États-Unis les derniers détails de la vente de la branche énergie du groupe, l'agence Bloomberg publie une dépêche révélant les négociations entre les deux PDG.
Le rachat partiel d'Alstom par General Electric, est proposé pour un montant de 13 milliards de dollars,.
Le 27 avril, une offre alternative est faite par Siemens, par laquelle ce dernier exprime son souhait d'acquérir les activités énergétiques d'Alstom, contre une partie des activités ferroviaires de Siemens,,.
Patrick Kron doit accepter l’offre de rachat de la branche énergie d'Alstom par le groupe américain General Electric (GE) face aux pressions du gouvernement américain (cf. infra) et à l'emprisonnement abusif d'employés stratégiques d'Alstom comme Frédéric Pierucci. La branche restante d’Alstom, c’est-à-dire les activités de transport qui ne représentent alors qu'un tiers du chiffre d'affaires du groupe, serait chargée du paiement de l’amende liée à un procès de corruption intenté aux États-Unis sur une base d’extraterritorialité des lois anticorruption .
Le 30 avril, le conseil d'administration d'Alstom accepte l'offre de 12,35 milliards d'euros de General Electric, pour ses activités énergétiques. Les actionnaires approuvent cette offre à 99,2 %. General Electric confirme son offre de 16,9 milliards de dollars.
Le 5 mai 2014, General Electric annonce son souhait d'acquérir 25 % de la filiale énergétique indienne d'Alstom pour environ 389 millions de dollars, si son offre globale réussit.
Le même jour, le gouvernement français s'oppose à l'offre de General Electric, s'inquiétant des activités turbine de la filière nucléaire française civile et militaire, des emplois et du futur de ses activités ferroviaires, invitant General Electric à regrouper ses activités ferroviaires avec celles d'Alstom.
L'État tente de renforcer son poids dans la négociation. Le 16 mai, Il promulgue le décret no 2014-479 qui étend à de nouveaux secteurs de l'énergie, de l'eau, des transports, des télécommunications et de la santé publique les pouvoirs du décret no 2005-1739, qui portent sur la possibilité donnée au gouvernement de mettre un veto sur des investissements étrangers qui portent atteintes aux intérêts stratégiques,,,,.
Le 16 juin, Siemens et Mitsubishi Heavy Industries émettent une nouvelle offre commune alternative à celle de General Electric. Siemens souhaite acquérir les activités d'Alstom dans les turbines à gaz pour 3,9 milliards de dollars et Mitsubishi Heavy Industries formerait des co-entreprises avec Alstom sur ses activités du nucléaire, de la distribution électrique et de l'hydroélectricité, pour 3,1 milliards de dollars.
Le 19 juin 2014, General Electric annonce une variation de son offre initiale, sur la même valeur, mais avec davantage d'échanges d'actifs par la création d'une co-entreprise sur les activités électriques renouvelables, sur les réseaux de distributions d'énergies, sur les activités de turbines à vapeur et sur les activités nucléaires. General Electric s'engage également à vendre son activité dans la signalisation ferroviaire à Alstom,.
Le 20 juin 2014, Siemens et Mitsubishi Heavy Industries modifient leur offre regroupant les co-entreprises proposées en une seule entre Alstom et Mitsubishi et augmentent la partie de l'offre en liquide de Siemens de 400 millions d'euros à 4,3 milliards d'euros.
Le même jour, le gouvernement français annonce soutenir dorénavant l'alliance entre Alstom et General Electric,,,,, et vouloir prendre 20 % des actions d'Alstom (rachetés à Bouygues). Mais les tractations entre Bouygues et l'État semblent difficiles, les parties prenantes du dossier ne s'entendant pas sur le prix.
Le 4 novembre 2014, le ministre de l'Économie, de l'Industrie et du Numérique, Emmanuel Macron (successeur d'Arnaud Montebourg), autorise l’investissement de General Electric dans Alstom,.

#### Le FCPA et soupçons de pressions américaines
Le 22 décembre 2014, soit trois jours après que l'Assemblée générale d'Alstom a validé le rachat de la branche énergie par GE pour 12 milliards d'euros, Alstom signe une négociation de peineavec le département de la Justice (DoJ) des États-Unis pour avoir enfreint la Foreign Corrupt Practices Act (FCPA, la loi américaine qui criminalise l’acte de fournir des pots-de-vin à des agents publics étrangers). Pour contextualiser, il convient de noter que ces mêmes activités sont des infractions dans tous les pays membres de l’OCDE, y compris en France où c'est un délit.
Cette signature est apposée un an après que quatre anciens collaborateurs d'Alstom avaient été arrêtés. Selon certains analystes, l’objectif caché de ces arrestations était de faire pression en faveur de la vente de la branche énergie à Général Electric,. Notamment, le récit de l'un d'eux, Frédéric Pierucci, sur son arrestation, son séjour en prison et son abandon par son entreprise et sa hiérarchie, font l'objet d'une série radiophonique de France Inter.
Précédant ce moment, Alstom a dû faire face aux lois qui permettent aux États-Unis de poursuivre des entreprises non américaines à l’étranger, à condition qu’elles aient un lien avec les États-Unis, laissant à penser que les Américains affaiblissent certaines entreprises stratégiques pour mieux se positionner sur les marchés mondiaux.
Le lien qui permet cette extraterritorialité est extrêmement large, puisqu’il suffit que les entreprises effectuent une transaction en dollars ou qu’elles utilisent une technologie américaine pour que des poursuites puissent être engagées. Dans le cas spécifique d’Alstom, la juridiction américaine a pu être établie parce qu'Alstom SA était cotée en bourse à New York jusqu’en 2004 et que beaucoup de ses actes criminels ont été commis dans les bureaux d’Alstom Power à Windsor, Connecticut, États-Unis (donc, juridiction territoriale).
Alstom accepte une amende de 772 millions de dollars dans le cadre du Foreign Corrupt Practices Act, après d’avoir plaidé coupable pour des faits de corruption en Indonésie, Égypte, Arabie saoudite, les Bahamas et Taiwan. Au total, Alstom avoue avoir payé 75 millions de dollars en pots-de-vin pour obtenir des projets qui valaient 4 milliards de dollars et qui ont produit un bénéfice pour l’entreprise d’approximativement 300 millions de dollars.
Cet accord impose à Alstom la présence d'un « moniteur », un avocat américain, qui surveille la mise en place des procédures de « compliance » conformes aux exigences du Foreign Corrupt Practices Act. Alstom ayant déjà été condamné en 2012 par la Banque mondiale, plaidant coupable et ayant déjà un moniteur à ce titre, le DoJ délègue sa mission de compliance au moniteur de la Banque mondiale.

#### Réaction européenne
Le 23 février 2015, la Commission européenne a annoncé l'ouverture d'une enquête sur le rachat de la branche « énergie » d'Alstom par General Electric, car « des problèmes de concurrence pourraient se poser sur le marché des turbines à gaz de haute puissance ». La nouvelle entité disposerait en effet de 50 % des parts de marché en Europe et dans le monde (à l'exception de la Chine) sur ce segment d’activitéLa revente de la branche Énergie d'Alstom à GE apporte à vingt-et-un dirigeants d’Alstom un bonus additionnel de 30 millions d'euros dont 4 millions d'euros pour Patrick Kron, sous réserve de la conclusion effective de la vente, qui ne pourra intervenir qu'après l'accord de la Commission européenne qui est annoncé pour le 11 septembre 2015, et finalement donné plus tôt que prévu le 8 septembre.
A partir de 2014, l’entretien et le renouvellement des turboalternateurs des 58 centrales nucléaires français, la production des turbines Arabelle destinées aux réacteurs EPR, la fourniture des turbines de propulsion des quatre sous-marins nucléaires lanceurs d’engins et du porte-avions Charles-de-Gaulle relèvent des États-Unis, à travers la société GE Alstom Nuclear Systems (GEAST), jusqu'à leur reprise par EDF le 31 mai 2024.
En janvier 2016, GE annonce la suppression de 6 500 emplois en Europe, dont 765 en France, dans les activités énergie d'Alstom,.
En juin 2016, General Electric, le groupe américain désormais chargé de l'entretien des turbines Alstom qui font tourner les centrales atomiques françaises, veut réduire sa responsabilité financière en cas d'incident, quitte à engager une épreuve de force avec EDF.
En juin 2016, il est annoncé que la promesse de l'entreprise américaine General Electric de créer 1 000 emplois en France ne sera pas tenue,,.

#### Devenir de l’accord
En 2018, la déprime du marché des grosses turbines pour centrales électriques, inquiètent les ex-Alstom. La division énergie d'Alstom a été rachetée en 2015 par General Electric et est aujourd’hui en difficulté. Le site de Belfort, berceau d’Alstom, pourrait être concerné.
En 2020, Frédéric Pierucci tente de réunir des investisseurs français pour racheter à l’américain General Electric le pôle nucléaire qui faisait partie d'Alstom. Arnaud Montebourg défend la même approche : « Qu’est-ce que le gouvernement attend pour racheter avec la BPI, des fonds privés d’investissement », « C’est le moment de se retrousser les manches pour reconstruire un outil stratégique dans le secteur énergétique ».
Depuis le rachat de la branche Énergie d'Alstom, General Electric n’a pas fait de bonnes affaires. Son action a été divisée par trois, et elle a supprimé 3 000 emplois en France alors qu’elle avait promis d’en créer.
Selon le magazine Challenges, sept ans après le rachat de la branche énergie d'Alstom, le bilan du groupe General Electric est « désastreux » en France, avec 5 000 postes supprimés dont 1 200 à Belfort.
À la recherche de liquidités, General Electric s'est engagé en 2020 dans la vente d’une bonne partie de ses actifs, dont potentiellement les activités nucléaires ex-Alstom,. GE Alstom Nuclear Systems (GEAST), détenue à 80 % par GE et à 20 % par Alstom, gère les ex-activités nucléaires d’Alstom, en particulier la production des turbines nucléaires Arabelle, fabriquées sur le site de Belfort et qui équipent les centrales nucléaires françaises, ainsi que le porte-avions Charles-de-Gaulle.
En 2021, EDF engage des discussions avec General Electric pour lui racheter ses activités dans le nucléaire qui sont regroupées dans l'ancienne coentreprise GE Alstom Nuclear Systems, elle-même au sein de la filiale GE Steam Power (principalement situées à Belfort),,.
En janvier 2022, le français EDF et General Electric s'entendent sur une reprise d'une partie de GE Steam Power, les activités de GE Power dans le nucléaire. EDF va débourser environ 175 millions d’euros pour cette transaction, une fois prises en compte les liquidités et dettes de l’activité rachetée. Cette ancienne activité d'Alstom Power valorisée 1 milliard d’euros, spécialisée dans les turbines nucléaires, notamment Arabelle et les services de maintenance associés aux réacteurs déployés,,.
Le 31 mai 2024, EDF reprend officiellement les activités nucléaires non américaines de General Electric, dont la maintenance et la fabrication des turbines Arabelle,.

### Recentrage sur les transports, tentative de fusion avec Siemens

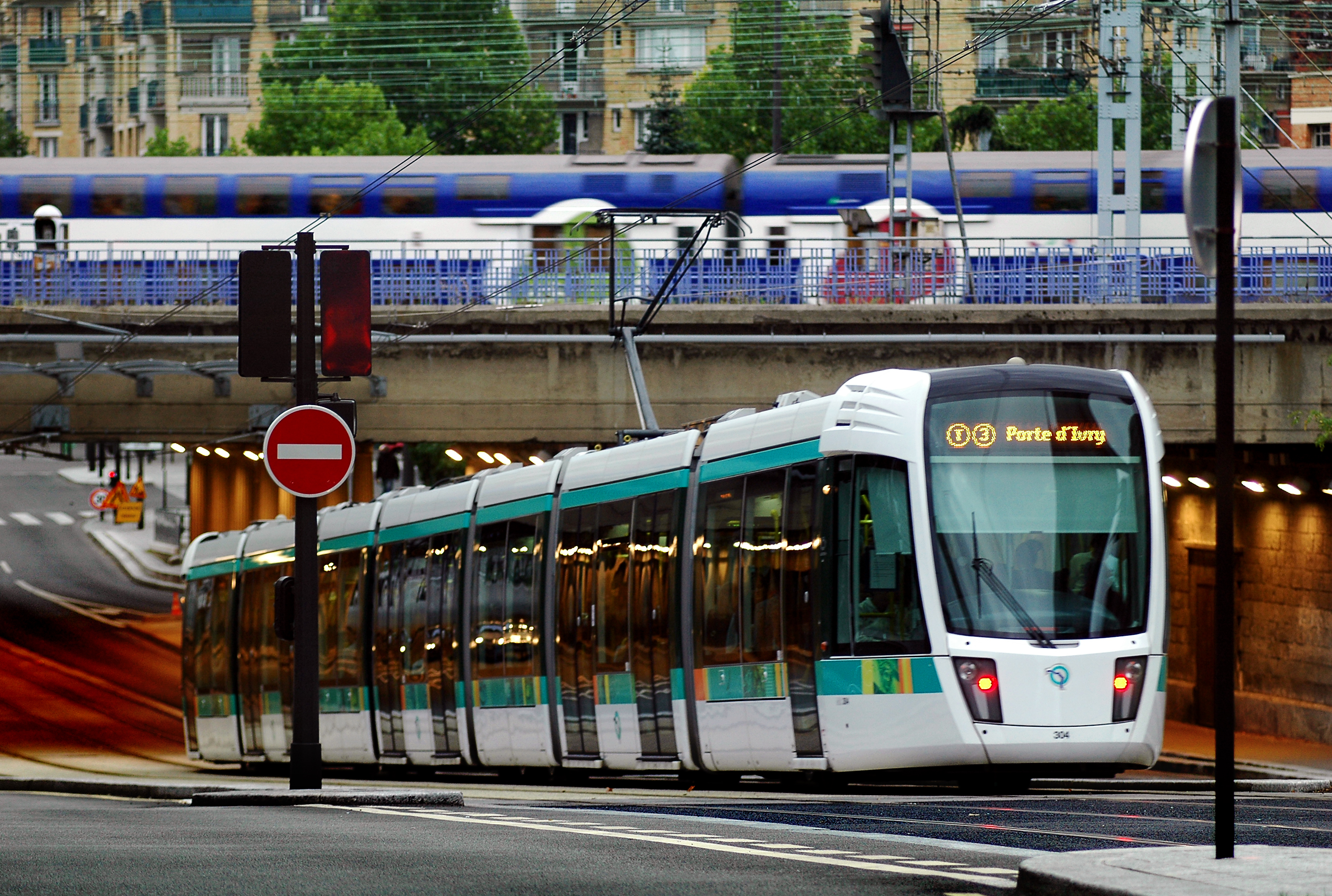
Un tramway construit par Alstom, à Paris.

En 2016, le nouvel Alstom affirme ses ambitions, Le PDG veut, en cinq ans, poursuivre l’internationalisation du constructeur de tramway, métro et autres TGV. Le nouveau PDG entend aussi diversifier au maximum les revenus du groupe (5,9 milliards d’euros en 2015), en cessant de fonder l’essentiel de ses revenus sur le seul matériel, afin de participer à la consolidation attendue du secteur.
En août 2016, Alstom remporte un contrat de 2 milliards de dollars aux États-Unis. Le constructeur français fabriquera 28 trains à grande vitesse destinés à l'Acela Express, la ligne « Boston-New York-Philadelphie-Washington DC » exploitée par Amtrak. Les premiers essais devraient être réalisés en 2019, et les premières séries devraient sortir des usines en 2021.
Le 7 septembre 2016, Alstom annonce la fermeture du site de Belfort pour 2018, faute de commandes suffisantes de matériel ferroviaires, et le reclassement de ces salariés dans d'autres sites, principalement celui de Reichshoffen. Le lendemain, à la suite de ce communiqué, le ministre de l'Économie, Michel Sapin et son secrétaire d'État à l'Industrie, Christophe Sirugue demandent à Henri Poupart-Lafarge, de négocier la décision. Le 12 septembre 2016, François Hollande, lors d'une réunion avec le chef du gouvernement Manuel Valls, le ministre de l’économie Michel Sapin, le secrétaire d’État à l’Industrie Christophe Sirugue et le secrétaire d’État aux Transports Alain Vidalies, affirme que l'État veut conserver les 400 emplois, ainsi que la production à l'usine de Belfort. Le 4 octobre 2016, Manuels Valls déclare que le site de Belfort est sauvé par notamment l'achat par l'État de 15 TGV destinés aux lignes Intercités Bordeaux-Marseille et Montpellier-Perpignan, en plus de 6 TGV pour la liaison Paris-Turin-Milan déjà évoqués par le gouvernement, et par l'achat de 20 locomotives à moteur Diesel ; Alstom s'est engagée pour sa part à investir dans le développement d'un nouveau modèle de locomotive diesel ou hybride. En décembre 2016, Alstom acquiert Nomad Digital, la société britannique spécialisée dans les solutions de connectivité, notamment la connexion Wi-Fi, pour les opérateurs ferroviaires.
En 2016, le consortium Consortium Expolink décroche un contrat pour le métro de Dubaï (Dubaï Route 2020). Ce contrat implique la participation des entreprises Alstom, Acciona et Gülermak sur le projet. Ces travaux, lancés en vue de l’Exposition universelle de 2020, devraient rapporter au groupe français quelque 1,3 milliard d’euros.
En 2017, Alstom livre 53 trains régionaux à l’Allemagne. Ces contrats, qui s’élèvent à 300 millions d’euros, font suite à un contrat-cadre conclu par la Deutsche Bahn et Alstom en 2012. Alstom remporte un contrat pour construire une ligne de métro à Hanoï. Le groupe ferroviaire va équiper la ligne 3 de la capitale vietnamienne. Cette commande, d’un montant de 190 millions d’euros, fournira de l’activité à six sites en France.
En mai 2018, Alstom annonce la vente de ses participations dans ses trois coentreprises avec General Electric, à ce dernier, pour 2,594 milliards d'euros. Ces coentreprises étaient présentes dans le domaine du réseau électrique, du nucléaire et des énergies renouvelables.
En juillet 2018, la SNCF commande à Alstom une centaine de « TGV du futur » sur une décennie, pour un total de 3 milliards d'euros.

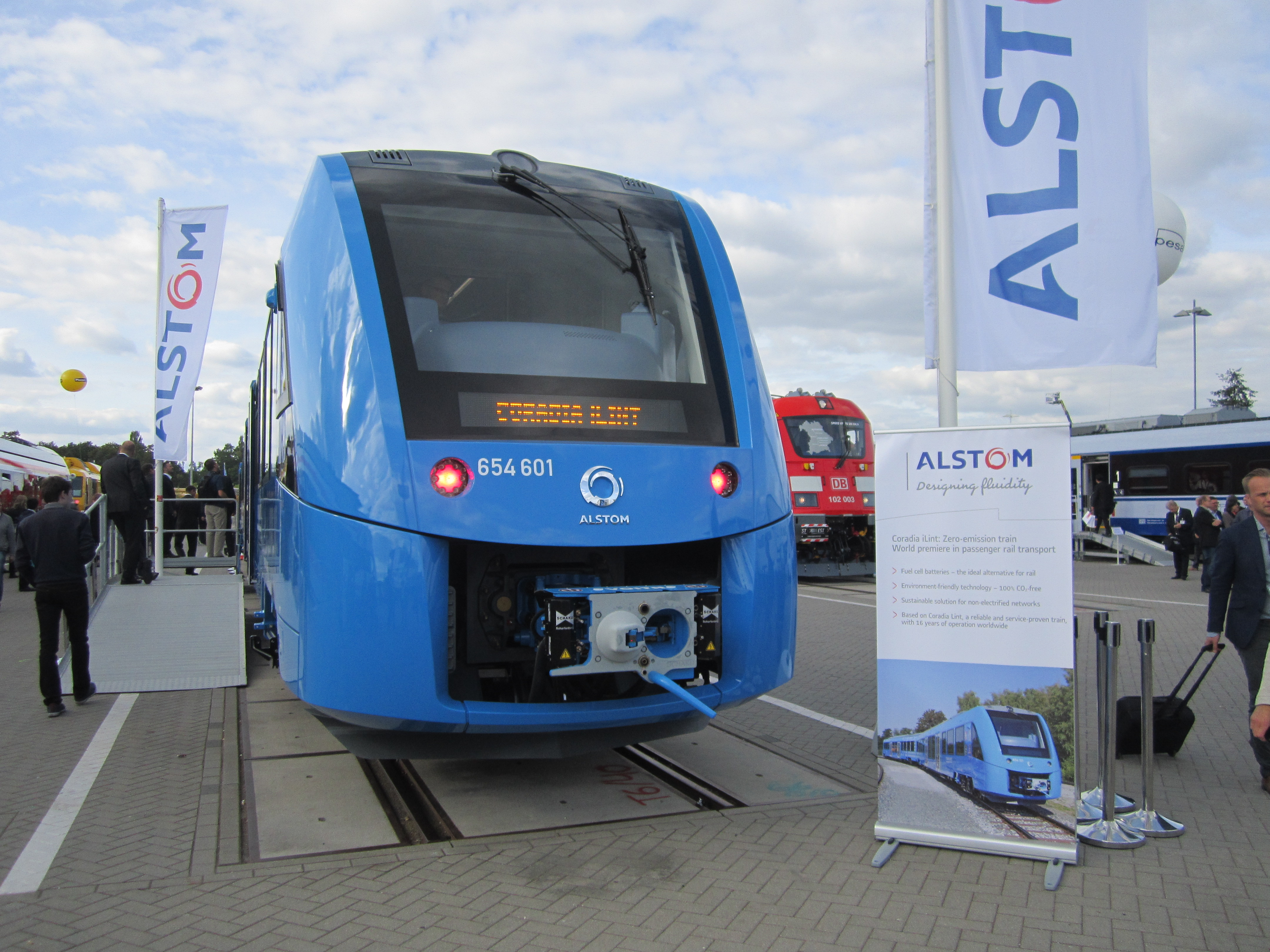
Avant du train Alstom Coradia iLint roulant en Allemagne (en 2018) et qui pourrait être testé en France, ici présenté à l’InnoTrans 2016.

En septembre 2018, en Allemagne, le premier train de passagers commercial au monde fonctionnant à l'hydrogène, fabriqué par Alstom, entre en service en Basse-Saxe,.
En février 2019, la Commission européenne rejette la fusion entre Alstom et Siemens Mobility, estimant que cette fusion ne respecte pas les règles de concurrence au sein de l'Union Européenne. Le projet de fusion avait été présenté par Alstom le 26 septembre 2017, et prévoyait que la nouvelle entreprise prenne le nom de Siemens-Alstom. Siemens serait devenu l’actionnaire principal avec 50 % des parts. Le 23 mars 2018, l'accord de rapprochement a été signé entre Alstom et la division transport de Siemens. Dans le cadre du rapprochement, Siemens aurait apporté ses activités ferroviaires et de signalisation à Alstom, en échange de la moitié du capital du français, qui aurait pu dépasser 50,5 % du capital après quatre ans.
En 2019, Alstom fait partie du trio de constructeurs français avec Heuliez Bus et Bolloré qui emporte le méga-appel d’offres d'autobus électriques pour la RATP. Ils vont se partager un marché maximum de 800 autobus à batterie et de 400 millions d’euros.
En août 2022, Alstom reçoit de la SNCF une commande de 15 TGV de nouvelle génération supplémentaires pour un montant de 590 millions d’euros. Une nouvelle génération de TGV qui doit s'inscrire dans la transition écologique, notamment en consommant moins d'énergie.

### Numéro deux mondial du ferroviaire

#### Acquisition de Bombardier
En février 2020, Alstom annonce l'acquisition des activités ferroviaires de Bombardier (Bombardier Transport) pour 6,2 milliards d'euros, à la suite des difficultés financières de ce dernier. L'entreprise devient le second plus important groupe ferroviaire au monde,. Le rachat de Bombardier Transport est approuvé par la Commission européenne en juillet 2020. Le 16 novembre 2020, Alstom lance une augmentation de capital de 2 milliards d'euros en vue de financer une partie de ce rachat, après que les actionnaires du groupe ont donné leur accord fin octobre. L'opération globale est censée être finalisée au premier trimestre 2021.
Alstom est prêt à céder une usine en France, son site de production Alstom DDF de Reichshoffen, dans le Bas-Rhin, afin d'être autorisé à racheter Bombardier Transport.
Le 31 juillet 2020, la Commission européenne a donné son feu vert à ce rachat, pour une somme comprise entre 5,8 et 6,2 milliards d’euros. En août, Alstom cherche à revoir le prix de Bombardier,.
Le 29 janvier 2021, le groupe français finalise le rachat et l'absorption de son concurrent canadien Bombardier Transport.
En novembre 2021, en contrepartie de l’acceptation par la Commission européenne de la fusion d’Alstom avec le canadien Bombardier, l’espagnol Construcciones y Auxiliar de Ferrocarriles (CAF) reprend l’usine Alstom de Reichshoffen. Le transfert de l’usine alsacienne, outil industriel réalisant plus de 300 millions d’euros de chiffre d’affaires et employant 740 salariés, sera effectif à compter du second semestre 2022 (cette cession inclut aussi les plateformes de trains régionaux Coradia polyvalents et Talent 3).
Le 11 mai 2021, le gouvernement du Québec et Alstom annoncent, lors d'une conférence de presse en présence du ministre québécois de l’Économie et de l’Innovation Pierre Fitzgibbon et du vice-président Amériques d'Alstom David Van der Wee, un prêt de 56 millions de dollars canadiens à l'usine Alstom (ex-Bombardier) de La Pocatière, dans la région du Bas-Saint-Laurent. L'inquiétude grandissait autour de l'avenir des 365 salariés de l'usine québécoise après le rachat de Bombardier Transport par Alstom, vu comme la perte d'un « fleuron industriel » selon ICI Radio-Canada Télé,.
Le 17 juin 2021, Alstom annonce fermer son usine de Sorel-Tracy au Québec pour transférer ses activités au sein de ses autres usines québécoises de La Pocatière et de Saint-Bruno, issues de Bombardier. Le 4 juillet 2022, il annonce la réouverture de l'usine de La Pocatière comme « centre d’innovation ».

### Difficultés financières
En novembre 2023, l’action Alstom perd 38 % en Bourse après l’annonce d'un flux de trésorerie ((en) cash-flow) négatif sur l’exercice financier décalé 2023-2024. L'entreprise envisage une augmentation de capital, des suppressions d'emplois (de l'ordre de 1 500 postes) et la vente d'actifs dans le cadre d'une série d'efforts visant à réduire sa dette. Les investisseurs craignent l'augmentation de capital. Une partie de la faible performance commerciale est due à la finalisation du programme Aventra, 443 trains pour le Royaume-Uni et hérités du portefeuille de Bombardier Transport racheté début 2021,. En avril 2024, Alstom annonce vendre sa division de signalétique ferroviaire en Amérique du Nord à Knorr-Bremse pour 630 millions d'euros.

## Commandes

### Métros
France
En 2020, Île-de-France Mobilités commande à Alstom et Bombardier 71 rames de RER, avec une possibilité d'étendre la commande jusqu'à 255 rames pour un montant maximal de 3,7 milliards d’euros.
Le groupe français Alstom a remporté l’appel d’offre pour la construction de la troisième ligne de métro à Toulouse. Pour ce marché de 713 millions d’euros hors taxes, trois autres entreprises étaient candidates à l'appel d'offre face à Alstom : l’allemand Siemens, le groupe italo-japonais Ansaldo-Hitachi et l’espagnol CAF associé au français Thales.
Alstom et la RATP s’allient avec l'opérateur singapourien ComfortDelGro pour être l'opérateur du Grand Paris Express pour la ligne 15, dans le cadre d'une ouverture à la concurrence, l'opérateur Keolis ayant été préféré au consortium pour la ligne 16 et la ligne 17, tandis que l'exploitant de la ligne 18 n'est toujours pas connu.
SénégalEn 2016, Alstom décroche un contrat de livraison de 15 trains Coradia Polyvalent à Dakar.
Émirats Arabes UnisLe 1er janvier 2021, le métro de Dubaï (Dubaï Route 2020) est mis en service commercial. Le réseau comprend une ligne de 15 kilomètres de long, dont 11,8 kilomètres en surface et 3,2 kilomètres en souterrain. Alstom avait pour mission de réaliser l'intégration du système de métro (comprenant 50 rames) et d'améliorer la ligne de métro existante en modernisant ses différents aspects comme l'alimentation électrique ou les systèmes de signalisation.
ÉgypteLe 8 novembre 2021, Alstom signe un contrat de 876 millions d’euros pour la modernisation de la ligne 1 du métro du Caire,.
RoumanieEn janvier 2022, Alstom signe un contrat de maintenance avec la compagnie Metrorex, qui gère les métros de Bucarest, pour la maintenance de 82 trains sur une durée de 15 ans. Le montant du contrat s'élève à 500 millions d'euros.

### Trains classiques ou à hydrogène
Le 8 avril 2021, la SNCF commande à Alstom douze trains à hydrogène pour le compte de quatre régions françaises pour un montant d’environ 190 millions d'euros, ces TER devraient circuler à partir de 2023.
En septembre 2021, après 18 mois de service commercial en Allemagne et 100 000 km parcourus, Alstom effectue les premiers essais en France de son nouveau train 100 % hydrogène, iLint (54 mètres de longueur, 120 passagers, 140 km/h, zéro émission). Le groupe industriel vise à terme le remplacement des trains diesel, soit 20 % du trafic ferroviaire français. Alstom a développé le train 100 % en consortium avec l'Allemand Linde, l'État allemand et le Land de Basse-Saxe. Un bi-mode électrique-hydrogène, le Coradia polyvalent bi-mode, fait aussi son entrée sur le marché,. Avant la France, la Suède a mis en service ses premiers trains iLint fin août 2021. Ces lancements font suite au rachat d'Helion Hydrogen Power à Areva Énergies Renouvelables en avril 2021 pour se renforcer sur le secteur des piles à combustible à forte puissance.
En septembre 2021, Alstom signe un contrat de 300 millions d'euros pour vendre 25 trains à Melbourne, qui seront fabriqués dans l'État de Victoria, puis en octobre 2021, Alstom s'associe à Plastic Omnium pour le développement de trains à hydrogène, et annonce vouloir en commercialiser en France et en Italie dès 2022.
En 2022, l'entreprise signe un contrat avec la SNCB pour fournir 50 locomotives électriques Traxx, la HLE 17. Les 24 premières Traxx doivent être livrées en 2026 pour un montant de 120 millions d’euros.
Le 26 février 2025, le Maroc annonce l'achat de 168 trains dont 18 TGV, pour environ 2,8 milliards d'euros aux entreprises française Alstom, espagnole CAF et sud-coréenne Hyundai Rotem, après avoir réalisé la première ligne à grande vitesse en Afrique, reliant Tanger à Casablanca (nord-ouest), en service depuis 2018. De même, Alstom dispose d'une usine à Fès, qui produit des composants ferroviaires, notamment des armoires électriques et des systèmes de câblage électrique,,.

## Métiers

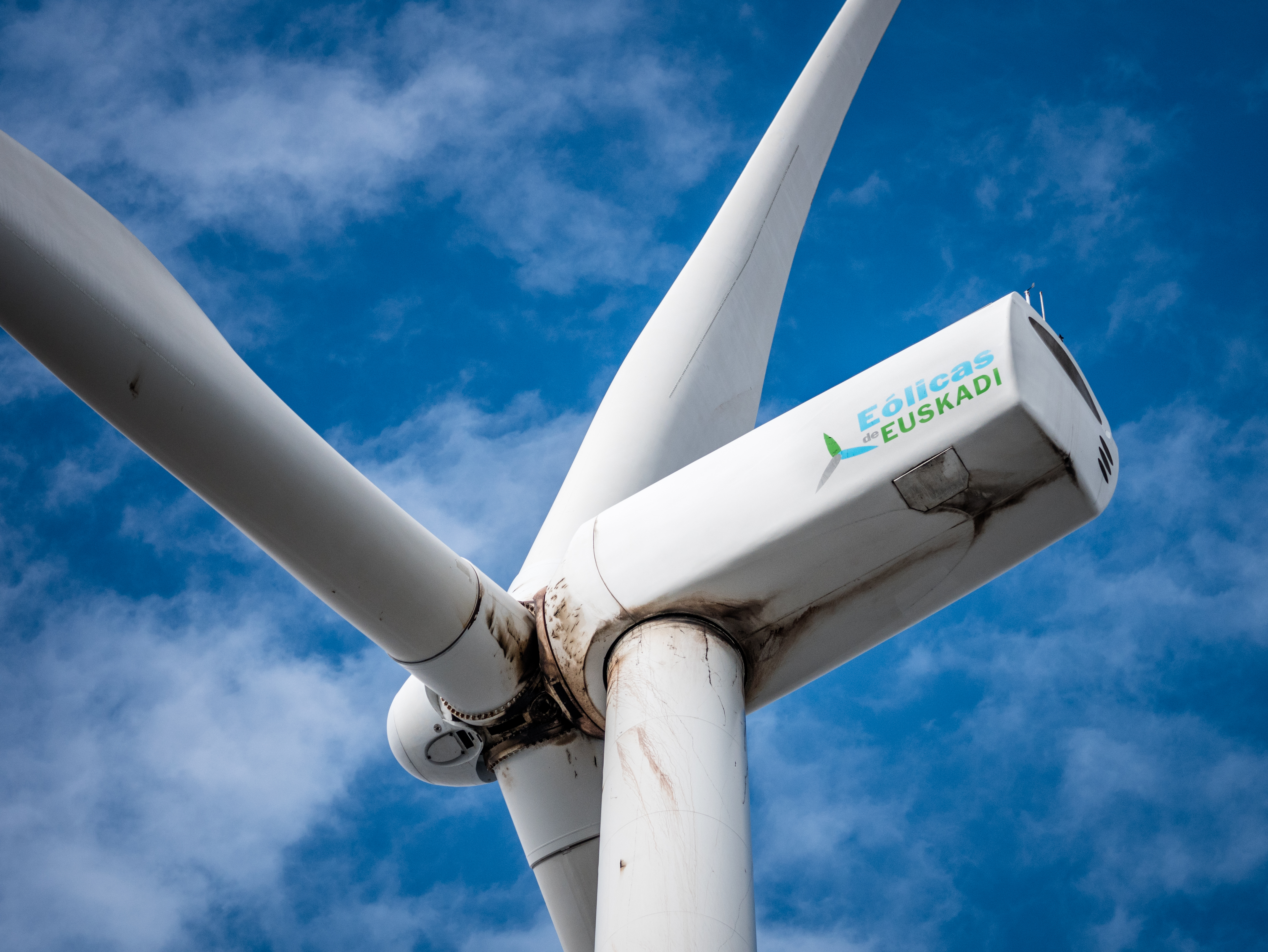
Détail d'une éolienne Ecotècnia (Alstom Wind) Eco80.

### Avant 2016
Le groupe Alstom comptait deux métiers, le transport et l'énergie, en quatre secteurs :
- au sein d'Alstom Power
  - Alstom Thermal Power (construction de centrales électriques thermiques et systèmes annexes avec Alstom Power Systems, correspond essentiellement aux activités reprises par EDF en mai 2024 sous le nom d'Arabelle Solutions) ;
  - Alstom Renewable Power (qui recouvre depuis mi 2011 les activités d'hydroélectricité, éolien avec Alstom Wind, solaire et énergies marines renouvelables) ;
- Alstom Transport (équipements et services de transport ferroviaire) ;
- Alstom Grid (solutions de transmission d'électricité).
- et Alstom Marine avant 2006.

Son chiffre d'affaires, 19,5 milliards d'euros en 2011-2012, est réalisé à près de 90 % hors de France. Le groupe emploie plus de 92 600 personnes dans le monde.
Certains produits sont connus de tous : TGV, Queen Mary 2 (activité marine dorénavant vendue), etc.
Le groupe était numéro 1 mondial en 2013 dans,, :
- Les centrales électriques clés en main.
- Les turbines et alternateurs hydroélectriques.
- Les services pour les sociétés d’électricité.
- Les systèmes antipollution pour les centrales électriques, notamment à charbon.
- Les trains à très grande vitesse (TGV), trains pendulaires (Fiat Ferroviaria).
- Les rames de banlieue et trains régionaux.
- Les systèmes de véhicules légers sur rail et les tramways comprenant notamment la gamme Citadis.
- Les services, la signalisation et les systèmes ferroviaires. Commandes de passages à niveau, etc.

### Après 2016

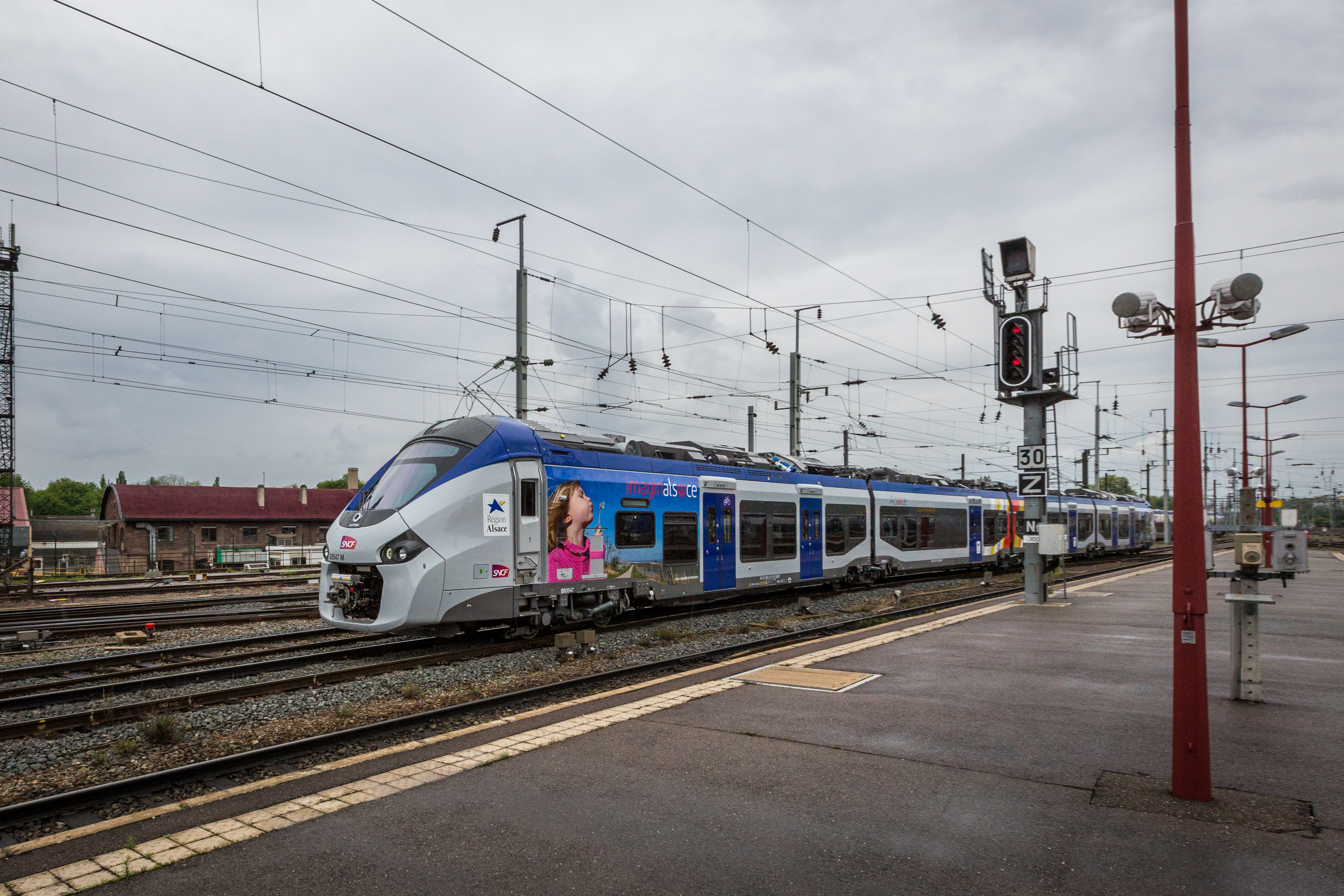
Une rame TER Régiolis de la région Alsace en service depuis avril 2014.

En 2016, le nouvel Alstom affirme ses ambitions, Le PDG veut, en cinq ans, poursuivre l’internationalisation du constructeur de tramway, métro et autres TGV. Au 19 décembre 2021, les activités d'Alstom sont les suivantes :
- Les trains à très grande vitesse (TGV) et les trains pendulaires :
- Les rames de banlieue et les trains régionaux
- Les trains à hydrogène
- Les systèmes de véhicules légers sur rail (métros) et les tramways :
- Les services, la signalisation et les systèmes ferroviaires.
  - Commandes de passages à niveau, etc.
  - Simulateur de conduite de train[159].

## Produits
Au 19 décembre 2021, les produits Alstom sont les suivants :
| Produits Alstom au 19 décembre 2021                      |                    | | |       |                                                                           |
| Type                                                     | Gamme              | Plateforme | Usine de fabrication | Image | Description                                                               |
| Locomotives                                              | Prima              | Prima | Belfort |       | Un BB 27044 de la SNCF.                                                   |
| Trains à très grande vitesse (TGV) et trains pendulaires | Avelia             | Avelia Horizon (futur « TGV M »)                                                                                                   | Aytré et Belfort |       | Une rame TGM M à Paris-Gare-de-Lyon en 2023.                              |
| Trains à très grande vitesse (TGV) et trains pendulaires | Avelia             | Avelia Euroduplex (« TGV 2N2 ») | Aytré et Belfort |       | Un TGV 2N2, rame SNCF no 4713, à Luxembourg.                              |
| Trains à très grande vitesse (TGV) et trains pendulaires | Avelia             | Avelia AGV (« ETR 575 ») | Aytré |       | Une rame AGV à l'InnoTrans en 2008.                                       |
| Trains à très grande vitesse (TGV) et trains pendulaires | Avelia             | Avelia Pendolino (« ETR », ex-Fiat Ferroviaria)                                                                                    | Savigliano |       | Un ETR 610 en livrée Frecciargento.                                       |
| Trains à très grande vitesse (TGV) et trains pendulaires | Avelia             | Avelia Liberty (« Acela II ») | Hornell et Rochester |       | Un Avelia Liberty entre Philadelphie et Washington DC.                    |
| Rames de banlieue et trains régionaux                    | X'Trapolis         | X'Trapolis Duplex (« MI 2N », et « MI 09 »)                                                                                        | Petite-Forêt |       | Un MI 09 sur le viaduc ferroviaire de Nanterre.                           |
| Rames de banlieue et trains régionaux                    | X'Trapolis         | X'Trapolis Tagus (« Z 2N ») | Petite-Forêt et Crespin |       | Un Z 20900 (Z 2N) en livrée Île-de-France Mobilités.                      |
| Rames de banlieue et trains régionaux                    | X'Trapolis         | X'Trapolis Cityduplex (« RER NG »)                                                                                                 | Petite-Forêt et Crespin |       | Un RER NG en acheminement vers l'usine de Petite-Forêt.                   |
| Rames de banlieue et trains régionaux                    | Coradia            | TER 2N | Petite-Forêt et Crespin |       | Un TER 2N de première génération en gare de Marseille St Charles          |
| Rames de banlieue et trains régionaux                    | Coradia            | Coradia Duplex (ou « TER 2N NG »)                                                                                                  | Petite-Forêt (pour la France et le Luxembourg) Salzgitter (pour la Suède)                                                                                           |       | Un TER 2N NG entre Le Croisic et La Bohalle.                              |
| Rames de banlieue et trains régionaux                    | Coradia            | Coradia Polyvalent (ou « Régiolis », sera cédé avec la plateforme Bombardier Talent 3 et l'usine de Reichshoffen à l'espagnol CAF) | Reichshoffen |       | Un Z 31500 en livrée TER Auvergne-Rhône-Alpes, en gare d'Évian-les-Bains. |
| Rames de banlieue et trains régionaux                    | Coradia            | Coradia Meridian | Savillan |       | Un Coradia Meridian de Trentino Trasporti.                                |
| Rames de banlieue et trains régionaux                    | Coradia            | Coradia Continental | Salzgitter (ex-Linke-Hofmann-Busch) |       | Un Coradia Continental 440 d'Agilis en Allemagne.                         |
| Rames de banlieue et trains régionaux                    | Coradia            | Coradia iLint (train à hydrogène)                                                                                                  | Salzgitter Tarbes |       | Un Coradia iLint à InnoTrans 2016.                                        |
| Rames de banlieue et trains régionaux                    | Coradia            | Coradia Liner (ou « Régiolis » version Intercités)                                                                                 | Reichshoffen, Ornans et Le Creusot |       | Un Coradia Liner, à Nesmy (Vendée) en 2017.                               |
| Véhicules légers sur rail (métros) et tramways           | Metropolis         | Metropolis | Petite-Forêt (pour la France) Chorzów (pour la Pologne et la Hongrie) Santa Perpetua de Mogoda (pour l'Espagne) São Paulo (pour le Brésil, l'Argentine et le Chili) |       | Une rame Alstom Metropolis (AM5-M2) du métro de Budapest.                 |
| Véhicules légers sur rail (métros) et tramways           | Métros spécifiques | MF 88 | Petite-Forêt, Tarbes, Ornans, Crespin |       |                                                                           |
| Véhicules légers sur rail (métros) et tramways           | Métros spécifiques | MP89 CA et CC | Petite-Forêt, Tarbes, Ornans, Le Creusot |       | Une rame MP89 CC de la ligne 4 à la Station Cité.                         |
| Véhicules légers sur rail (métros) et tramways           | Métros spécifiques | NS 93 | Petite-Forêt, Tarbes, Ornans, Le Creusot |       |                                                                           |
| Véhicules légers sur rail (métros) et tramways           | Métros spécifiques | Be 8/8 TL | Petite-Forêt, Tarbes, Ornans, Le Creusot |       | Une Be 8/8 de la compagnie TL entre Grancy et Délices                     |
| Véhicules légers sur rail (métros) et tramways           | Métros spécifiques | MP 05 (Métro de Paris) | Petite-Forêt, Ornans, Le Creusot |       | Un MP 05 près de la station pont de Neuilly.                              |
| Véhicules légers sur rail (métros) et tramways           | Métros spécifiques | MP 14 (Métro de Paris) | Petite-Forêt, Tarbes, Ornans, Le Creusot |       | Une rame MP 14 de la RATP, livrée Île-de-France Mobilités.                |
| Véhicules légers sur rail (métros) et tramways           | Métros spécifiques | MF 19 (futur) | Petite-Forêt, Tarbes, Ornans et Crespin | N/A   | N/A                                                                       |
| Véhicules légers sur rail (métros) et tramways           | Métros spécifiques | MR3V et MR6V (futur) | Petite-Forêt |       | Une rame de la famille MR3V et MR6V dans le SMR de Champigny.             |
| Véhicules légers sur rail (métros) et tramways           | Métros spécifiques | MRV (futur) | Petite-Forêt |       | Première rame présentée lors de l'inauguration du MRV.                    |
| Véhicules légers sur rail (métros) et tramways           | Citadis            | Citadis | Aytré et Reichshoffen Santa Perpetua de Mogoda |       | Un Citadis 302 n°19 sur batteries à Nice.                                 |
| Véhicules légers sur rail (métros) et tramways           | Citadis            | Citadis Dualis | Petite-Forêt |       | Un U 53600 en gare d'Épinay-Villetaneuse.                                 |
| Véhicules légers sur rail (métros) et tramways           | Citadis            | Regio Citadis | Reichshoffen |       | Un Regio Citadis à La Haye (Pays-Bas).                                    |
| Véhicules légers sur rail (métros) et tramways           | Movia              | R151 | Singapour |       | Un Movia R151 dans un dépôt.                                              |

Au 19 décembre 2021, les produits Alstom issus de Bombardier sont les suivants :
| Produits Bombardier Transport au 19 décembre 2021 |                                   | | |       |                                                                                   |
| Type                                              | Gamme                             | Plateforme | Usine de fabrication | Image | Description                                                                       |
| Locomotives                                       | Bombardier TRAXX                  | Bombardier TRAXX | Cassel (ex-Adtranz) |       | BR 185 de Railion à la gare de triage de Koblenz-Lutzel.                          |
| Trains à très grande vitesse (TGV)                | TGV TMST (« Eurostar »)           | TGV TMST (« Eurostar ») | Crespin (ex-ANF, Bombardier), Reichshoffen (ex-De Dietrich, Alstom), Bruges (ex-BN, Bombardier), Charleroi (ex-ACEC, Alstom) |       | Une rame TMST, en gare de Calais - Fréthun.                                       |
| Trains à très grande vitesse (TGV)                | Bombardier Zefiro                 | Zefiro 380 | Sifang |       | Un Zefiro 380 à InnoTrans 2010.                                                   |
| Trains à très grande vitesse (TGV)                | Bombardier Zefiro                 | ETR 500 (« Frecciarossa », avec AnsaldoBreda et Fiat Ferroviaria)                                                                     | Vado Ligure (ex-Tecnomasio)                                                                                                  |       | Un Frecciarossa ETR 500 à Milan.                                                  |
| Trains à très grande vitesse (TGV)                | Bombardier Zefiro                 | Zefiro V300 (« ETR 1000 » ou « Frecciarossa », uniquement commercialisé par Hitachi Rail Italy après rachat de Bombardier par Alstom) | Vado Ligure |       | Un Bombardier ETR 1000 à InnoTrans 2014.                                          |
| Rames de banlieue et trains régionaux             | Autorail à grande capacité (AGC)  | Autorail à grande capacité (AGC) | Crespin (ex-ANF) |       | Un AGC Z 27500 SNCF en gare de Latour-de-Carol.                                   |
| Rames de banlieue et trains régionaux             | Autorail à grande capacité (AGC)  | BGC (« B 82500 » ou « Bibi ») | Crespin |       | Un B 82500 Transilien à Provins.                                                  |
| Rames de banlieue et trains régionaux             | Francilien (« Z 50000 ou « NAT ») | Francilien (« Z 50000 ou « NAT ») | Crespin |       | Deux automotrices Z 50000 avec livrées SNCF Carmillon et Île-de-France Mobilités. |
| Rames de banlieue et trains régionaux             | Bombardier Omneo                  | Omneo (« Regio 2N ») | Crespin |       | Un Z 57000 Regio 2N en livrée Île-de-France Mobilités en gare de Montereau.       |
| Rames de banlieue et trains régionaux             | Bombardier Omneo                  | Omneo Premium | Crespin |       | Un Omneo Premium sur le réseau Nomad Train, à Ménerville.                         |
| Rames de banlieue et trains régionaux             | Bombardier Talent                 | Talent 2 (en) | Hennigsdorf |       | Un Talent 2 à Nuremberg en 2014.                                                  |
| Rames de banlieue et trains régionaux             | Bombardier Talent                 | Talent 3 (en) (sera cédé avec la plateforme Alstom Coradia Polyvalent et l'usine de Reichshoffen à l'espagnol CAF)                    | Hennigsdorf |       | Un Talent 3 de la ÖBB à InnoTrans 2018.                                           |

## Principales implantations
Ses principaux sites et filiales dans le monde au 30 janvier 2021, :

### Europe
- France
  - Alstom Transport

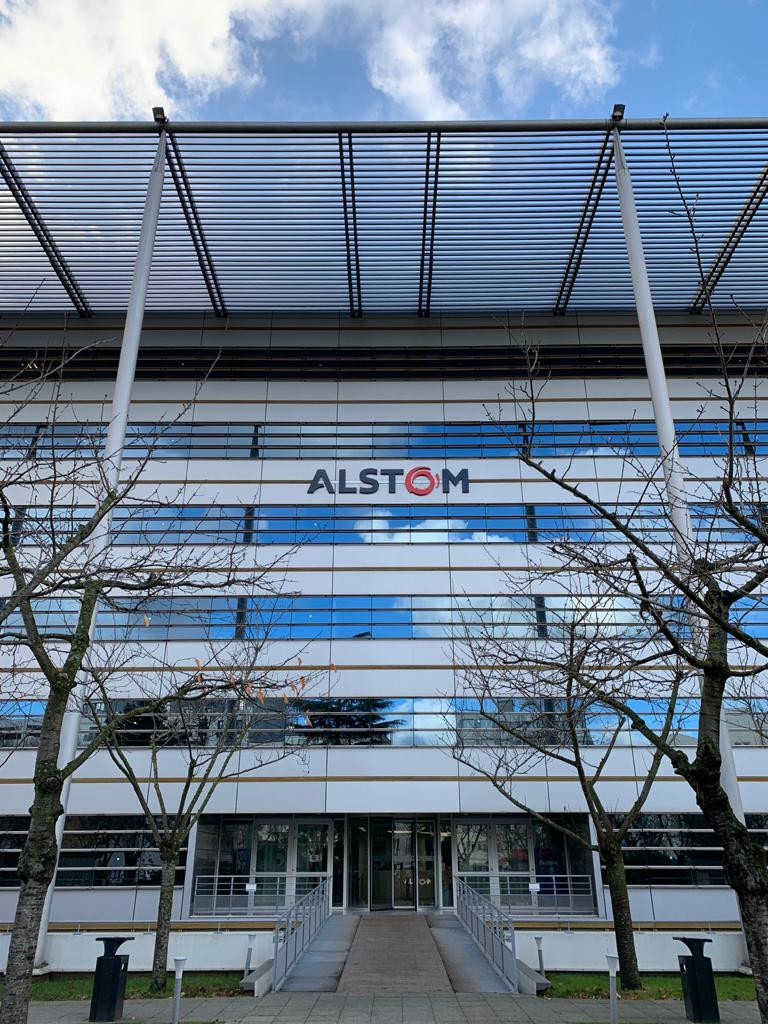
Un des bâtiments du siège d'Alstom à Saint-Ouen-sur-Seine.

    - Alstom Transport (Saint-Ouen, Seine-Saint-Denis), siège social d'Alstom et centre d'ingénierie de conception et de design, réparti sur trois bâtiments : Oméga (depuis 1996), Kappa et Sigma (depuis 2009) ;
    - Alstom Transport (Belfort, Territoire de Belfort), conception et fabrication de motrices TGV (Avelia) et locomotives (Prima) ;
    - Alstom Transport (Petite-Forêt et Raismes, Nord) ex CIMT et Société franco-belge, construction de trains urbain et péri-urbain (X'trapolis), métros (Métropolis) et tram train (Citadis Dualis). Centre d'excellence dans l'aménagement intérieur et la fabrication de métro ;
    - Alstom Transport (Aytré, Charente-Maritime) ex Brissonneau et Lotz, remorques intermédiaires TGV, montage final (mise en rame) et tramways Citadis ;
    - Alstom Transport (Ornans, Doubs) ex TCO (Traction CEM (Compagnie Électro Mécanique) Oerlikon), conception et fabrication de moteurs ;
    - Alstom Transport (Tarbes, Hautes-Pyrénées), conception et fabrication de systèmes de traction (Onix, solutions hydrogène (Coradia Lint, Coradia polyvalent H2)) ;
    - Alstom Transport (Le Petit-Quevilly, Seine-Maritime), conception et fabrication de transformateurs électriques ;
    - Alstom Transport (Le Creusot, Saône-et-Loire), conception et fabrication de bogies ;
    - Alstom Transport (Vitrolles, Bouches-du-Rhône), conception et fabrication de systèmes urbains (APS pour les tramways Citadis) ;
    - Alstom Transport (Villeurbanne, Métropole de Lyon) ex TCO (Traction CEM (Compagnie Électro Mécanique) Oerlikon), conception et fabrication de système informatique embarqué (Système d'information voyageur embarqué, ERTMS ;
    - Alstom Transport (Crespin, Nord) ex Bombardier Transport France et ex ANF (Ateliers de construction du Nord de la France), construction de métro, trains urbains, périurbain et régionaux (Francilien, Omnéo Regio 2N et Premium, RER NG).
    - Alstom (Reichshoffen, Alsace), trains régionaux (Coradia) ;
    - Alstom - NTL (Hangenbieten, Alsace), tramways sur pneumatiques et autobus Aptis NTL Translohr (51 %) ;
    - Centre d'essais ferroviaires (Petite-Forêt, Nord), services, signalisation et systèmes ferroviaires (92 %).
- Belgique
  - Alstom Transport
    - Alstom Belgium (Charleroi, Hainaut) (ex-ACEC), solutions de signalisation et trains à grande vitesse TGV TMST (Eurostar), conception et fabrication de systèmes de traction et convertisseur auxiliaire

  - Bombardier Transport
    - Bombardier Transportation Belgium (Bruges, Flandre occidentale) (ex-BN), trains à grande vitesse TGV TMST (Eurostar) et tram-trains Bombardier Flexity Link ;
- Allemagne
  - Bombardier Transport
    - Bombardier Transportation Germany (Hennigsdorf, Allemagne), nouveaux modèles Intercity-Express (ICE) avec Siemens et trains de banlieue (DB-Baureihe 490) ;
    - Bombardier Transportation Germany (Cassel, Allemagne) (ex-ABB, puis Adtranz), locomotives Bombardier TRAXX et Bombardier IORE, tramways articulés Bombardier Flexity Outlook et Bombardier Incentro ;
    - Bombardier Transportation Germany (Bautzen, Allemagne), tramways articulés Bombardier Flexity Classic et tramways Bombardier Flexity 2 ;
    - Bombardier Talbot (Aix-la-Chapelle) (ex-Waggonfabrik Talbot), trains de voyageurs léger Bombardier Talent ;
    - et 4 autres sites.

  - Alstom Transport
    - Alstom Transport Deutschland (Berlin, Allemagne) solutions et systèmes de signalisation ;
- Royaume-Uni
  - Bombardier Transport
    - Bombardier Transportation UK Ltd. (en) (Derby, Angleterre) (ex-ABB, puis Adtranz), trains de banlieue Bombardier Electrostar et Turbostar ;
    - et 17 autres sites.

  - Alstom Transport
    - Alstom Transport UK Ltd. (Widnes, Angleterre) ;
    - et 35 autres sites.
- Italie
  - Alstom Transport
    - Alstom Ferroviaria S.p.A. (Savigliano), trains à grande vitesse Pendolino et trains de voyageurs Coradia

  - Bombardier Transport
    - Bombardier Transportation Italy S.p.A. (Vado Ligure), locomotives (Traxx) et trains à grande vitesse ETR 1000.
- Pologne
  - Alstom Polska S.A.[167]
    - Alstom Pafawag (Wrocław, Pologne), Talent, Traxx, Twindexx ;
    - Alstom Konstal (Chorzów, Świętochłowice);
    - Alstom ZWUS (Katowice), usine de fabrication de dispositifs de signalisation.

- Irlande
  - Alstom Transport
    - Alstom Transport Ireland Limited (Dublin), tramway de Dublin (modèle Alstom Citadis).

### Amérique du Nord
- Canada
  - Bombardier Transport
    - Bombardier Transportation Canada (Saint-Bruno, Québec), locomotives électriques Bombardier HHP-8 et trains à grande vitesse Bombardier-Alstom Acela Express ;
    - Bombardier Transportation Québec: La Pocatière (Trains Azur pour le métro de Montréal)
    - Bombardier Transportation Thunderbay : Tramway Flexity
- États-Unis
  - Bombardier Transport
    - Bombardier Transportation USA Inc. (Plattsburgh, New York), locomotives électriques Bombardier HHP-8 et trains à grande vitesse Bombardier-Alstom Acela Express ;
    - et 5 autres sites.

  - Alstom Transport
    - Alstom USA Inc. (Hornell, New York), trains à grande vitesse Bombardier-Alstom Acela Express ;
    - et 10 autres sites.

### Asie
- Chine
  - Bombardier Transport
    - Bombardier Sifang Transportation (Qingdao, Chine), trains à grande vitesse Zefiro 250 et Zefiro 380 ;

  - Alstom Transport
    - Alstom Investment Co. Ltd. (Shanghai, Chine)

### Océanie
- Australie
  - Bombardier Transport
    - Bombardier Transportation Australia Pty Ltd (Melbourne, Australie) tram-trains Bombardier Flexity Swift et tramways Bombardier Flexity 2 ;

## Présidents-directeurs généraux
Alsthom :
- Albert Petsche : président de septembre 1928 à septembre 1933
- Ernest Mercier : président de septembre 1933 à décembre 1940
- Auguste Detœuf : administrateur délégué, puis vice-président de septembre 1928 à décembre 1940
- Pierre Le Bourhis : décembre 1940 à juin 1958
- Georges Glasser : juin 1958 à septembre 1975
- Roger Schulz : septembre 1975 à septembre 1976
- Pierre Loygue : septembre 1976 à avril 1979
- Roger Schulz : avril 1979 à juin 1981
- Jean-Pierre Desgeorges : juin 1981 à juin 1989

GEC Alsthom :
- Jean-Pierre Desgeorges : chairman et CEO de juin 1989 à mars 1991, puis chairman de mars 1991 à janvier 1995
- Pierre Bilger : CEO de mars 1991 à janvier 1995, puis chairman et CEO de janvier 1995 à juin 1998

Alstom :
- Pierre Bilger : président-directeur général de juin 1998 à janvier 2003, puis président du conseil d'administration de janvier 2003 à mars 2003
- Patrick Kron : directeur général de janvier 2003 à mars 2003, puis président-directeur général de mars 2003 à janvier 2016
- Henri Poupart-Lafarge : président-directeur général de février 2016[168],[169] à juin 2024, puis directeur général depuis juin 2024[170]
- Philippe Petitcolin : président du conseil d'administration depuis juin 2024[170]

## Actionnariat
Fin avril 2006, Alstom et Bouygues annoncent la reprise par ce dernier de la part de l'État français, cette transaction ayant été finalisée le 26 juin 2006 après autorisation de la Commission européenne, ce qui porte à 25,1 % la part de Bouygues dans Alstom.
Le 31 juillet 2006, Alstom réintègre le CAC 40, quitté en avril 2002.
Le 1er février 2011, Bouygues détenait 30,77 % du capital et des droits de vote.
Le 26 avril 2014, General Electric (GE) annonce vouloir racheter la branche Power Systems d'Alstom. Immédiatement, Siemens annonce également s'intéresser à Alstom. La société est alors suspendue de cotation et le gouvernement français se penche sur le dossier. Le président de la République, François Hollande reçoit tour à tour Jeffrey Immelt, directeur général de General Electric, Joe Kaeser, PDG de Siemens, et Martin Bouygues, premier actionnaire d'Alstom avec 29,4 % des actions et des droits de vote. En novembre 2015, Alstom décide d'utiliser le produit de la vente de sa branche énergie à GE en rachetant une partie de ses propres actions dans le cadre d'une OPRA. Le montant de l'OPRA s'est élevé à 3,2 milliards d'euros. Les actions ainsi rachetées ont été annulées. À la suite de cette opération sur son capital, le premier actionnaire d'Alstom est toujours Bouygues avec 28,3 % du capital (contre 29,2 % au 31 décembre 2015).
Bouygues a cédé la quasi-totalité de ses parts (3 %) dans Alstom en juin 2021, pour 500 M€.
En février 2020, la Caisse de dépôt et placement du Québec (CDPQ), actionnaire de Bombardier, annonce devenir l'actionnaire le plus important d'Alstom à la suite de l'acquisition de Bombardier Transport, garantissant ainsi le maintien des emplois au Québec et d'un siège social pour les activités sur le continent américain d'Alstom à Montréal, supervisant alors près de 13 000 employés Alstom et ex-Bombardier,.
Au 3 juin 2023 :
| Nom                                           | %       |
| Capital flottant                              | 80,90 % |
| Caisse de dépôt et placement du Québec (CDPQ) | 17,55 % |
| Bpifrance Investissement                      | 7,57 %  |
| Causeway Capital Management                   | 4,44 %  |
| Rotschild & Co. Asset Management              | 1,27 %  |
| OFI Invest Asset Management                   | 0,50 %  |
| AG2R La Mondiale Gestion d'Actifs             | 0,24 %  |
| Kirao Asset Management                        | 0,23 %  |
| Guardians of New Zealand Superannulation      | 0,19 %  |
| Amundi Asset Management                       | 0,14 %  |
| Montpensier Finance                           | 0,13 %  |

En septembre 2020, quatre ans après en être sorti, Alstom revient dans le CAC 40. Ses carnets de commandes sont pleins, son rapprochement avec Bombardier, bien avancé.

## Résultats financiers
L'année comptable d'Alstom court du 1er avril au 31 mars de l'année suivante.
| millions d'euros   | 2001-2 | 2002-3 | 2003-4 | 2004-5 | 2005-6 | 2006–7 | 2007–8 | 2008–9 | 2009–10 | 2010–11 | 2011–12 | 2012-13 | 2013-14 |
| ------------------ | ------ | ------ | ------ | ------ | ------ | ------ | ------ | ------ | ------- | ------- | ------- | ------- | ------- |
| chiffre d'affaires | 24 549 | 23 452 | 21 351 | 16 688 | 12 920 | 13 413 | 14 208 | 16 908 | 19 650  | 20 923  | 19 934  | 20 269  | 20 269  |
| résultat net       | 241    | -116   | -1 417 | -1 838 | -628   | 178    | 547    | 852    | 1 217   | 462     | 732     | 802     | 556     |

## Affaires judiciaires

### De nombreux cas de corruption à l'étranger
« En dépit d'une impressionnante série de décisions de justice défavorables rendues à l'étranger, la société n'a jamais été inquiétée sur le sol français », avance Le Canard Enchaîné. L'hebdomadaire évoque ainsi le fait qu'Alstom ait été privé de marchés publics au Mexique en 2004, que deux de ses filiales aient été sanctionnées en 2008 pour avoir corrompu des fonctionnaires en Italie, que la justice suisse ait condamné, en 2011, une de ses filiales à une amende de 2,5 millions de francs suisses, plus 29 millions de pénalités correspondant aux bénéfices réalisés grâce à « des paiements inappropriés versés à des agents publics en Lettonie, en Malaisie et en Tunisie ». « De vieilles histoires », a répondu Alstom au Canard enchaîné, qui souligne cela dit que, d'après l'OCDE, des enquêtes concernant Alstom sont en cours en Grande-Bretagne, en Slovénie, en Pologne, au Brésil et en Norvège.

### Tramway de Jérusalem
Alstom, avec Veolia, est mis en cause dans l'affaire du tramway de Jérusalem. Le 30 mai 2011, la plainte de l'AFPS est rejetée par le tribunal de grande instance de Nanterre, rejet confirmé en appel en 2013.

### Métro de Sao Paulo
En février 2024, Alstom est condamné par un tribunal brésilien avec d'autres entreprises et responsables brésiliens à une amende collective de près de 45 millions d'euros en raison d'un effondrement ayant fait sept morts en 2007 sur le chantier d'une ligne de métro à Sao Paulo.

### Amiante
Le 4 septembre 2006, Alstom est condamnée en justice pour une affaire d'amiante (à Lys-lez-Lannoy) qui eut pour conséquence au moins 10 morts et 80 malades.
Le site de Belfort est classé « site amiante » par arrêté au journal officiel le 30 octobre 2007. Toutes les entreprises présentes sur le site ne sont pas classées à cette date. Les années prises en compte sont antérieures à 1986, année à partir de laquelle il n'aurait plus été fait usage d'amiante.

### Entente illégale
Le 24 janvier 2007, la Commission européenne, représentée par la commissaire à la concurrence Neelie Kroes, a condamné Alstom et neuf autres entreprises opérant dans le secteur des appareillages de commutation pour entente illégale qui viole les règles des traités européens. Alstom a été condamnée à verser une amende de 65 millions d'euros au budget européen.

### Corruption

#### Centrale de Radès, Tunisie
Alstom est soupçonné d'avoir versé 7 millions d'euros de pot-de-vin à Slim Chiboub gendre de l'ancien président de Tunisie Ben Ali, qui serait intervenu auprès de la STEG pour faire la sourde oreille sur des défauts techniques lors de l’exécution des travaux de la 3e tranche de la centrale électrique de Radès, effectués par Alstom pour un montant de 30 millions d'euros. À ce sujet, l’entreprise a été placée sous surveillance dans trois pays (Tunisie, mais aussi Malaisie et Lettonie) pour quatre ans par le Fonds souverain norvégien pour risque grave de corruption d’agents publics. À la suite d'une longue enquête de la justice suisse dans une quinzaine de pays, le Ministère public de la Confédération a condamné Alstom en novembre 2011 mais a aussi conclu qu’il n’y avait pas de système de corruption organisé : des cas de versements sans prestation en contrepartie ont été identifiés dans trois contrats signés entre 2000 et 2006, dans deux d’entre eux des salariés d'Alstom se seraient enrichis personnellement.

#### Pots de vin en Zambie 2002
Les filiales Alstom Hydro et Alstom Network (Suisse) ont également été condamnées à verser 9 millions de dollars de compensation et ont été interdites d'appels d'offre par la Banque mondiale, pour avoir versé des pots-de-vin afin d'obtenir un marché en Zambie en 2002. Sur ce sujet, la direction de la communication d'Alstom soutient que ces pratiques n'ont plus cours actuellement et affirme que son système éthique est « parmi les plus solides de la place ».

#### Plaider coupable pour corruption aux Etats Unis
En décembre 2014, Alstom plaide coupable pour faits de corruption auprès de la justice américaine et est condamné à payer une amende de 772 millions de dollars. Plusieurs filiales ont été accusées d'avoir versé des pots-de-vin à des responsables politiques afin de sécuriser des contrats, notamment en Indonésie,.

#### Marché de travaux de transport à Tunis
En novembre 2019, la filiale britannique d'Alstom a été condamnée par le Serious Fraud Office à une amende de 15 millions de livres pour des faits de corruption entre 2003 et 2006. Elle était accusée d'avoir payé 2,4 millions d'euros à l'entreprise Construction et Gestion Nevco pour s'assurer de l'obtention d'un contrat de 79,9 millions d'euros avec Transtu, la société des transports de Tunis. Il est apparu que Nevco était en réalité une société façade contrôlée par Belhassen Trabelsi, le beau-frère du président d'alors, Ben Ali, et qu'elle n'avait servi qu'au versement de pots-de-vin,.

### Les plaintes et les affaires en cours

#### Enquête au Brésil pour une possible fraude sur appels d'offres
Cinq cadres d’Alstom poursuivis au Brésil pour attribution irrégulière de marchés. La justice brésilienne accuse des cadres du groupe français d’avoir organisé une fraude aux appels d’offres pour les travaux de construction du train et du métro de Sao Paulo en 2009.

#### Affaire Alstom-General Electric
Le 22 juillet 2019, l’ONG Anticor porte plainte pour « corruption » et « détournement de fonds publics » dans Affaire Alstom,.

## Influences

### Auprès de l'Assemblée nationale
Le groupe Alstom est inscrit comme représentant d'intérêts auprès de l'Assemblée nationale. Il déclare à ce titre qu'en 2016, les coûts annuels liés aux activités directes de représentation d'intérêts auprès du Parlement sont compris entre 10 000 et 20 000 euros. Pour l'année 2017, Alstom est inscrit auprès de la Haute autorité pour la transparence de la vie publique, mais n'a cependant pas déclaré, comme il était légalement tenu de le faire avant le 30 avril 2018, l'ensemble de ses activités et les montants engagés.

### Auprès des institutions de l'Union européenne
Alstom est inscrit depuis 2009 au registre de transparence des représentants d'intérêts auprès de la Commission européenne. Il déclare en 2015 pour cette activité 2 collaborateurs à temps plein et des dépenses d'un montant compris entre 200 000 et 300 000 euros. Alstom indique avoir perçu, sur la même période, 2 millions d'euros de subventions de la part de l'Union européenne.

### Auprès des institutions américaines
Alstom déclare pour l'année 2017 avoir dépensé 530 000 dollars en lobbying auprès des institutions américaines.

### Documentaires
- David Gendreau et Alexandre Leraître, « Guerre fantôme : la vente d’Alstom à General Electric » [vidéo], LCP, Fr, 52 min, 2017
- Jean-Pierre Gratien, « Droit de suite, Alstom : une affaire d'État ? » [vidéo], LCP, dailymotion, 2017
- Fabrice Drouelle, « Affaire Alstom : une guerre secrète » [vidéo], sur france.tv, France Inter, France Télévisions, l’INA, Affaires Sensibles, 25 octobre 2021, 59'

### Émissions de radio
- « Alstom - Un scandale d'Etat? », sur franceinter.fr, France Inter, Affaires sensibles, 13 mars 2019
- Série en 6 épisodes de François Luciani et Matthieu Aron, d'après Le piège américain de Frédéric Pierucci et Matthieu Aron, chez Jean-Claude Lattès (2019) :
  - « L'Otage : l'arrestation (1)? », sur franceinter.fr, Affaires sensibles, 14 septembre 2020
  - « L'Otage : la prison (2) et l'enfer (3) », sur franceinter.fr, Affaires sensibles, 15 septembre 2020
  - « L'Otage : la révélation (4) et la libération (5) », sur franceinter.fr, Affaires sensibles, 16 septembre 2020
  - « L'Otage : Retour en enfer (6) », sur franceinter.fr, Affaires sensibles, 17 septembre 2020
- « Alstom, une mémoire industrielle », sur franceculture.fr, France Culture, Entendez-vous l'éco ?, 1er décembre 2020